# Zolling
Zolling település Németországban, azon belül Bajorországban. Lakosainak száma 5090 fő (2023. december 31.). Zolling Nandlstadt, Wang, Haag an der Amper, Langenbach, Marzling, Freising, Kirchdorf an der Amper, Wolfersdorf és Attenkirchen községekkel határos.

## Népesség
A település népessége az elmúlt években az alábbi módon változott:
| Lakosok száma | 509  | 890  | 2570 | 3061 | 4457 | 4658 | 4896 | 4928 | 4944 | 5090 |
|               | 1875 | 1950 | 1975 | 1987 | 2012 | 2014 | 2016 | 2017 | 2021 | 2023 |